# Vincent Lindon
Vincent Lindon (Boulogne-Billancourt, 15 juli 1959) is een Frans acteur en scenarioschrijver.

## Biografie
Vincent Lindon werd in 1959 geboren in Boulogne-Billancourt als zoon van Laurent Lindon, eigenaar van een firma die autoradio’s produceerde en van Alix Dufaure, een journaliste bij het modetijdschrift  Marie Claire.
Lindon had van 1990 tot 1995 een relatie met prinses Caroline van Monaco. In 1998 trouwde hij met de Franse actrice Sandrine Kiberlain met wie hij een dochter had. Ze scheidden in 2008.
Lindon maakte zijn filmdebuut in 1983 in de film Le Faucon van Paul Boujenah. In 1989 ontving hij de Prix Jean-Gabin, jaarlijks uitgereikt aan een komisch acteur in de Franse cinema. Tussen 1993 en 2013 werd hij vijf maal genomineerd voor de César voor beste acteur maar won geen enkele maal. Eerst in 2016 won hij die prijs voor de rol van Thierry in La Loi du marché. Een jaar eerder had hij voor diezelfde rol op het 68ste filmfestival van Cannes de prijs voor beste acteur in ontvangst genomen.

## Filmografie (selectie)
- 1983 - Le Faucon (Paul Boujenah)
- 1984 - L'Addition (Denis Amar)
- 1984 - Notre histoire (Bertrand Blier)
- 1985 - Parole de flic (José Pinheiro)
- 1985 - Betty Blue (37°2 le matin) (Jean-Jacques Beineix)
- 1986 - Suivez mon regard (Jean Curtelin)
- 1986 - Prunelles Blues (Jacques Otmezguine)
- 1986 - Escort Girl (Bob Swaim)
- 1986 - Yiddish Connection (Paul Boujenah)
- 1987 - Un homme amoureux (Diane Kurys)
- 1987 - Dernier été à Tanger (Alexandre Arcady)
- 1988 - Quelques jours avec moi (Claude Sautet)
- 1988 - L'Étudiante (Claude Pinoteau)
- 1990 - Il y a des jours... et des lunes (Claude Lelouch)
- 1990 - La Baule-les-Pins (Diane Kurys)
- 1990 - Gaspard et Robinson (Tony Gatlif)
- 1990 - Netchaïev est de retour (Jacques Deray)
- 1992 - La Belle Histoire (Claude Lelouch)
- 1992 - La Crise (Coline Serreau)
- 1993 - Tout ça... pour ça! (Claude Lelouch)
- 1995 - La Haine (Mathieu Kassovitz)
- 1996 - La Belle Verte (Coline Serreau)
- 1997 - Fred (Pierre Jolivet)
- 1997 - Le Septième Ciel (Benoît Jacquot)
- 1997 - Paparazzi (Alain Berbérian)
- 1998 - L'École de la chair (Benoît Jacquot)
- 1999 - Belle Maman (Gabriel Aghion)
- 1999 - Pas de scandale (Benoît Jacquot)
- 1999 - Ma petite entreprise (Pierre Jolivet)
- 2001 - Mercredi, folle journée! (Pascal Thomas)
- 2001 - Chaos (Coline Serreau)
- 2001 - Vendredi soir (Claire Denis)
- 2002 - Le Frère du Guerrier (Pierre Jolivet)
- 2002 - Filles uniques (Pierre Jolivet)
- 2003 - Le Coût de la vie (Philippe Le Guay)
- 2004 - Le confiance règne (Étienne Chatiliez)
- 2005 - L'Avion (Cédric Kahn)
- 2005 - La Moustache (Emmanuel Carrère)
- 2006 - Selon Charlie (Nicole Garcia)
- 2007 - Je crois que je l'aime (Pierre Jolivet)
- 2007 - Ceux qui restent (Anne Le Ny)
- 2008 - Chasseurs de dragons (stem) (Guillaume Ivernel, Arthur Qwak)
- 2008 - Mes amis, mes amours (Lorraine Lévy)
- 2008 - Pour elle (Fred Cavayé)
- 2009 - Welcome (Philippe Lioret)
- 2009 - Mademoiselle Chambon (Stéphane Brizé)
- 2010 - La Permission de minuit (Delphine Gleize)
- 2011 - Toutes nos envies (Philippe Lioret)
- 2011 - Pater (Alain Cavalier)
- 2012 - Augustine (Alice Winocour)
- 2012 - Quelques heures de printemps (Stéphane Brizé)
- 2013 - Les Salauds (Claire Denis)
- 2014 - Mea Culpa (Fred Cavayé)
- 2015 - Journal d'une femme de chambre (Benoît Jacquot)
- 2015 - La Loi du marché (Stéphane Brizé)
- 2017 - Rodin (Jacques Doillon)
- 2018 - En guerre (Stéphane Brizé)
- 2019 - Dernier Amour (Benoït Jacquot)
- 2021 - Un autre monde (Stéphane Brizé)
- 2022 - Titane (Julia Ducournau)
- 2024 - Le Deuxième Acte (Quentin Dupieux)
- 2024 - Jouer avec le feu (Delphine en Muriel Coulin)

## Prijzen en nominaties
De belangrijkste:
| Jaar | Prijs                   | Categorie       | Genomineerde(n)              | Uitslag     |
| ---- | ----------------------- | --------------- | ---------------------------- | ----------- |
| 2022 | Prix Lumières           | Beste acteur    | Titane                       | Genomineerd |
| 2022 | Europese filmprijzen    | Beste acteur    | Titane                       | Genomineerd |
| 2015 | Filmfestival van Cannes | Beste acteur    | La Loi du marché             | Gewonnen    |
| 2015 | César                   | Beste acteur    | La Loi du marché             | Gewonnen    |
| 2013 | César                   | Beste acteur    | Quelques heures de printemps | Genomineerd |
| 2010 | César                   | Beste acteur    | Welcome                      | Genomineerd |
| 2008 | César                   | Beste acteur    | Ceux que restent             | Genomineerd |
| 2000 | César                   | Beste acteur    | Ma petite entreprise         | Genomineerd |
| 1993 | César                   | Beste acteur    | La Crise                     | Genomineerd |
| 1989 | Prix Jean Gabin         | Prix Jean Gabin | Prix Jean Gabin              | Gewonnen    |